# Mecolaesthus lemniscatus
Mecolaesthus lemniscatus is een spinnensoort uit de familie trilspinnen (Pholcidae). De soort komt voor op Saint Vincent.